# Aichryson dumosum
Aichryson dumosum là một loài thực vật có hoa trong họ Crassulaceae. Loài này được (Lowe) Praeger miêu tả khoa học đầu tiên năm 1932.